# فيرناندو كولور ميلو
فيرناندو دي كولور ميلو (بالبرتغالية: Fernando Affonso Collor de Mello) اشتهر في فترة حكمه بـ: فيرناندو كـولور رجل أعمال وسياسي برازيلي ولد في مدينة ريو دي جانيرو ينتمي إلى حزب العمال البرازيلي (Partido Trabalhista Brasileiro).
وكولور كان أول رئيس برازيلي انتخب بشكل ديموقراطي من بعد انتهاء سيطرة الجيش على الحكومة في 1989 واستلم الرئاسـة في 1990 إلى 1992.
عرفت فترة حكمة بمشروع كولور ففي تلك الفترة فتح أبواب البرازيل للاستيراد وترك المنصب بعد أن ثار الشعب ضدة وطالب بتنحيته واتهم بعدة تهم من بينها الفساد.
في 2006 عاد كولور إلى الخط السياسي وانتخب كعضو في المجلس الوطني.

## متابعات قضائية
قضت المحكمة العليا في البرازيل الخميس بإدانة فرناندو كولور بتهم فساد مالي وتبييض أموال وذلك في إطار فضيحة بتروبراس.

## أوسمة
- وسام العلوي من. درجة الحمالة الكبرى (2021).[14][15]

## روابط خارجية
- فيرناندو كولور ميلو على موقع IMDb (الإنجليزية)
- فيرناندو كولور ميلو على موقع الموسوعة البريطانية (الإنجليزية)
- فيرناندو كولور ميلو على موقع مونزينجر (الألمانية)